# Tlučeň (Hlinná)
Tlučeň (něm. Tlutzen) je vesnice, část obce Hlinná v okrese Litoměřice. Nachází se v Českém středohoří asi 1,5 km na západ od Hlinné a 6 km na severozápad od Litoměřic. Vesnice je rozložena po levé straně údolí Tlučeňského potoka pod severním úbočím vrchu Plešivec. Tlučeňské údolí klesá ve směru JV–SZ od Hlinné k Sebuzínu a kromě potoka jím probíhá též silnice, spojující zmíněná sídla. Západně od Tlučně se vypíná vrch Trabice, pravé straně údolí na sever od vesnice pak dominuje masiv Varhoště s vybíhající rozsochou Krkavčí skála.
V roce 2009 bylo v Tlučni evidováno 51 adres. V roce 2011 zde trvale žilo 72 obyvatel.
Tlučeň je také název katastrálního území o rozloze 3,05 km2. V katastrálním území Tlučeň leží i Kundratice.

## Historie
Nejstarší písemná zmínka pochází z roku 1057.

## Zajímavosti
- Na návsi, v sousedství mimořádně vybaveného dětského hřiště, stojí zvonička, postavená místními v roce 2020. Nahradila starší zvonici, která zanikla. Je oboustranně průchodná, na jižní fasádě jsou umístěny hodiny. Její interiér je věnovaný historii vesnice. Jsou zde vystaveny kopie starých pohlednic a fotografií. Součástí expozice je rovněž odborný text s poznámkovým aparátem, který rozebírá všechna tři znění zakládací listiny litoměřické kapituly z roku 1057, na které je Tlučeň pravděpodobně zmíněna.
- Na katastru vesnice jsou umístěny dva litinové kříže: jeden na návsi, druhý severně od vsi u autobusové zastávky.
- V blízkosti druhého z křížů, při silnici, se nachází pomník obětem 1. světové války.
- Poblíž čp. 45 roste významný strom Tlučeňský dub. Je vysoký 15 metrů, obvod kmene činí 398 centimetrů.
- Tluční prochází žlutá turistická značka spojující Kundratice a rozcestí Pod Trabicí s vyhlídkou.

## Obyvatelstvo
|                                                                 | 1869 | 1880 | 1890 | 1900 | 1910 | 1921 | 1930 | 1950 | 1961 | 1970 | 1980 | 1991 | 2001 | 2011 |
| --------------------------------------------------------------- | ---- | ---- | ---- | ---- | ---- | ---- | ---- | ---- | ---- | ---- | ---- | ---- | ---- | ---- |
| Obyvatelé                                                       | 231  | 235  | 216  | 207  | 227  | 206  | 214  | 69   | 68   | 63   | 36   | 29   | 32   | 72   |
| Domy                                                            | 51   | 51   | 45   | 46   | 43   | 42   | 42   | 32   | .    | 16   | 15   | 12   | 34   | 35   |
| Počet domů z roku 1961 je zahrnut v domech místní části Hlinná. |      |      |      |      |      |      |      |      |      |      |      |      |      |      |

## Galerie

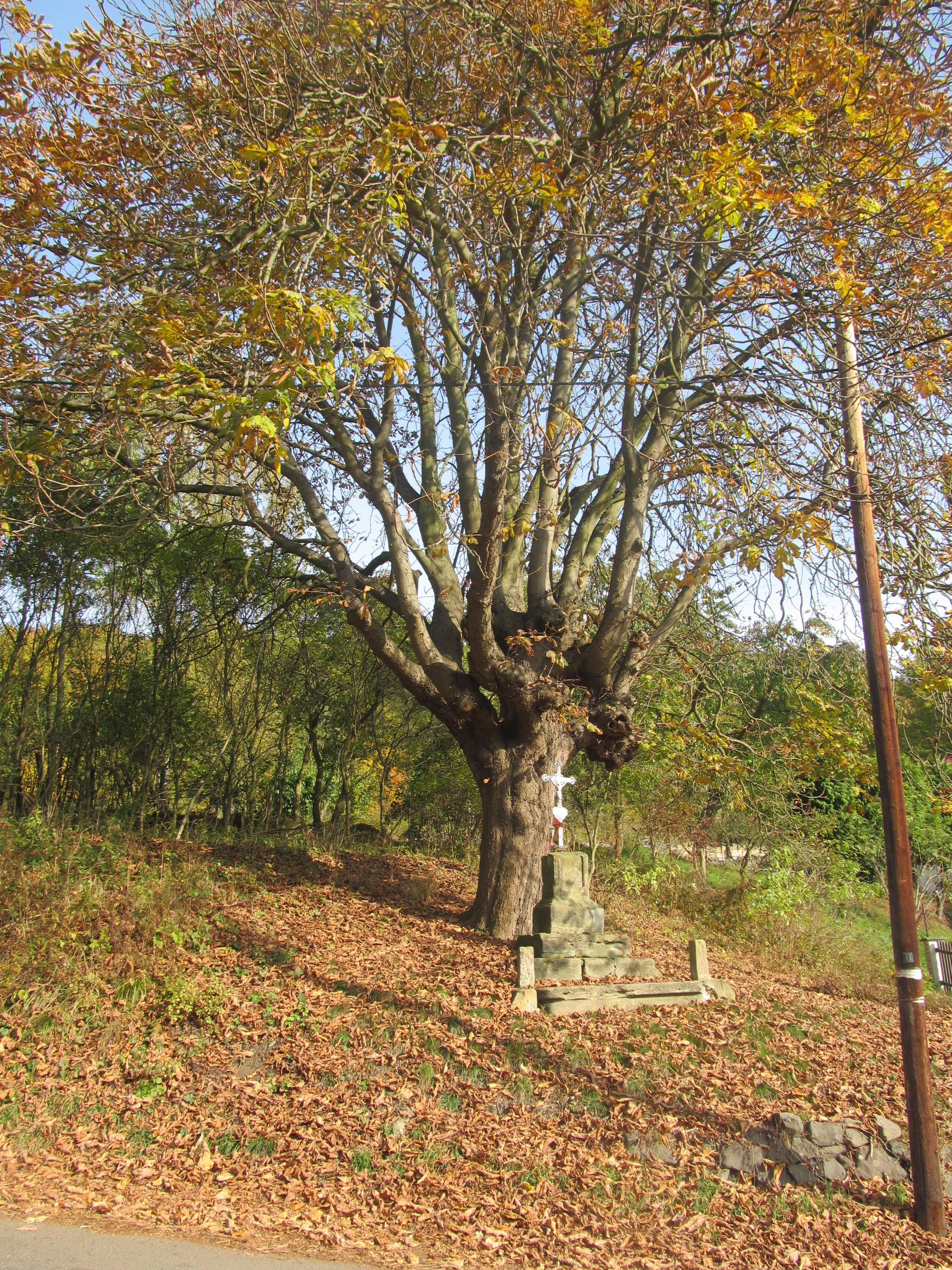
Křížek nad vsí
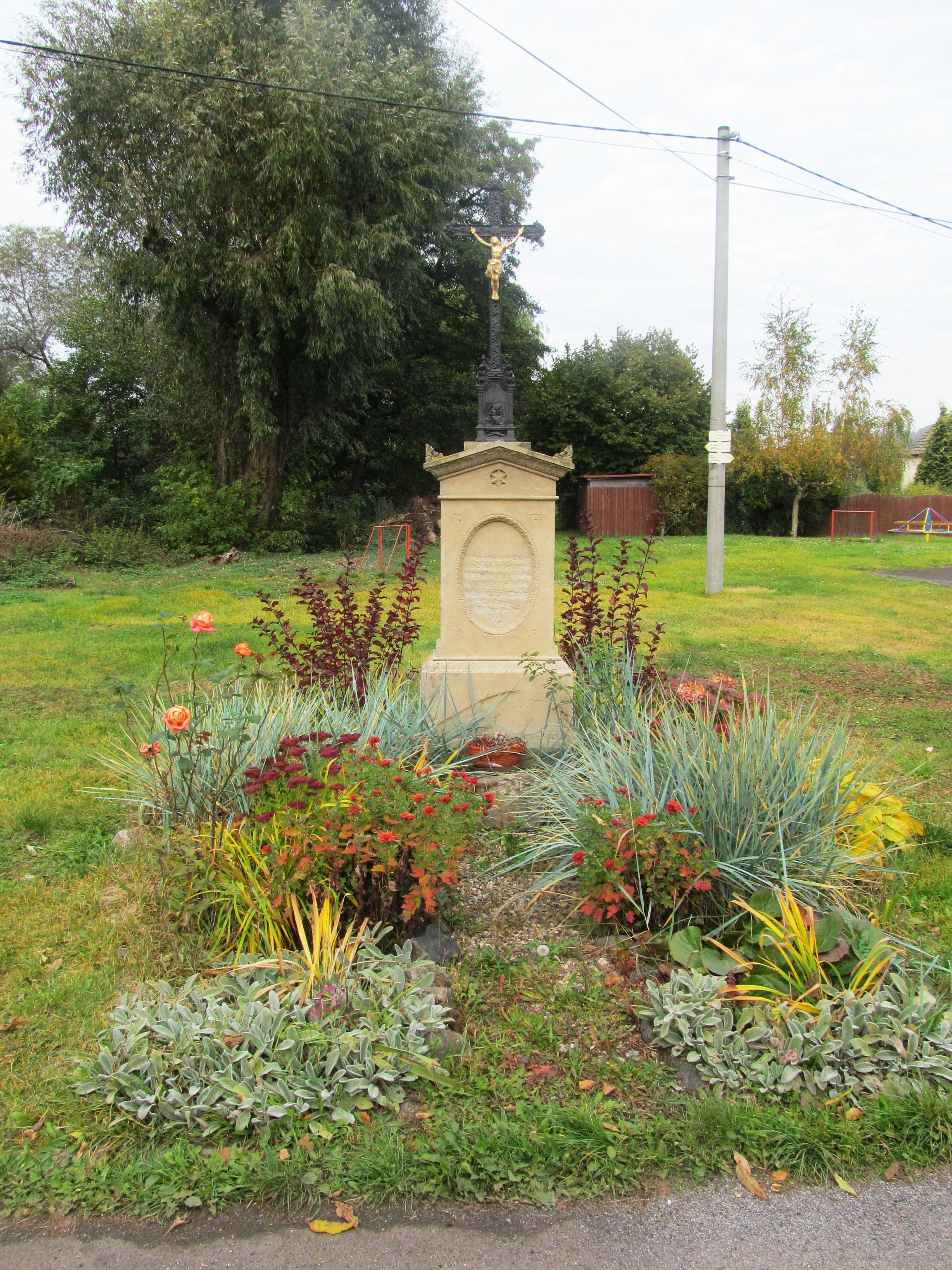
Křížek na návsi
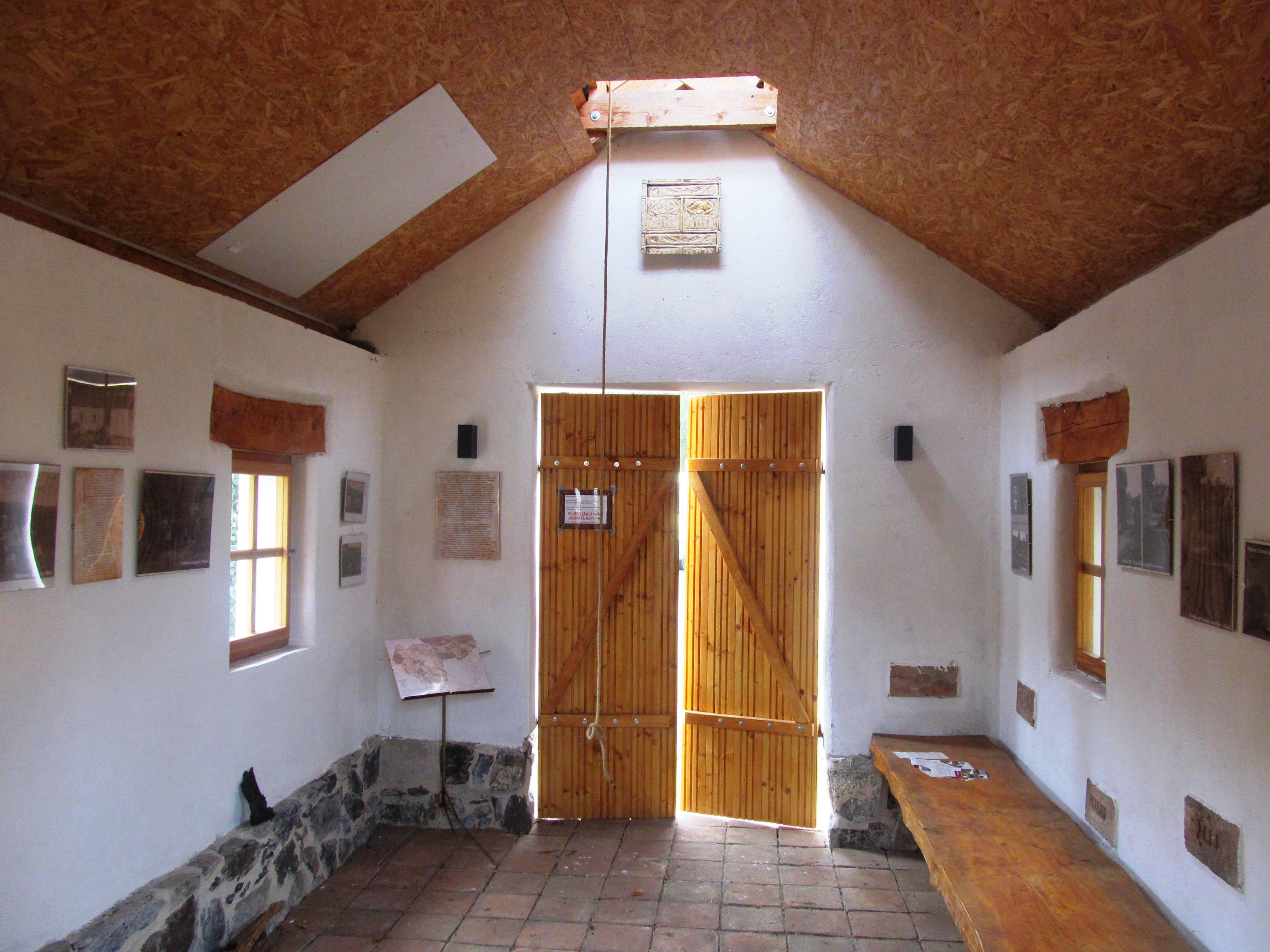
Interiér kaple
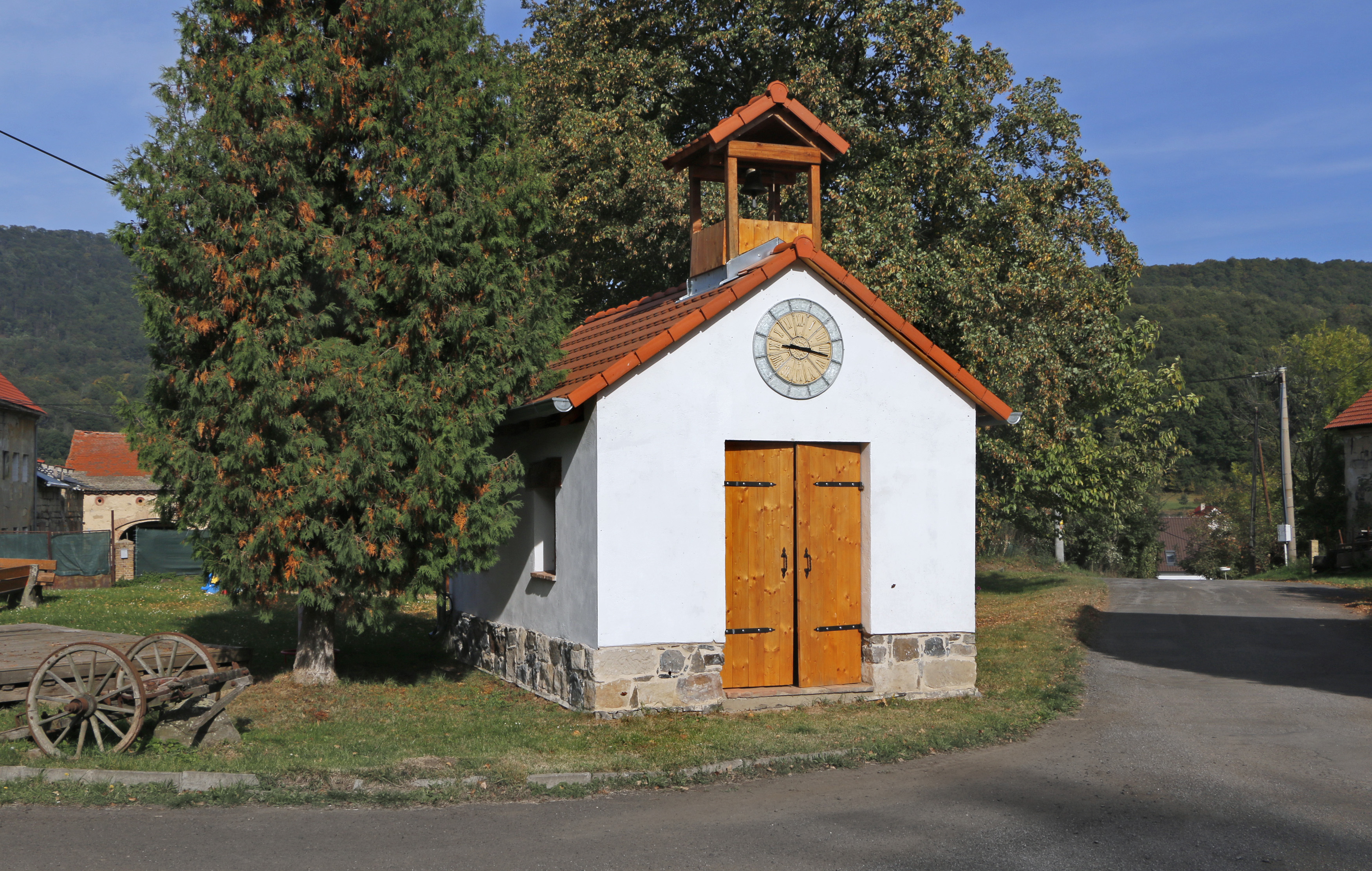
Zvonice